# Christos Kostis
Chrístos Kostís (en grec moderne : Χρήστος Κωστής), né le 15 janvier 1972 à Thessalonique, est un footballeur international grec. Il a mis un terme à sa carrière en 2007.

## Carrière
La carrière de Chrístos Kostís débute à l'Iraklis Thessalonique, dont il intègre l'équipe première à seulement 17 ans. Il devient le meilleur buteur du club dans les saisons qui suivent, lui permettant d'intégrer l'équipe nationale grecque en 1993. Durant l'été 1994, il fait l'objet d'une bataille acharnée entre l'AEK Athènes et l'Olympiakos Le Pirée. Ce dernier trouve un accord avec l'Iraklis pour le transfert de Kostís, qui prend ensuite l'avion pour Athènes, afin d'y signer son contrat. Quand il débarque dans la capitale grecque, ce sont les dirigeants de l'AEK qui l'attendent, ce club ayant fait une meilleure offre à son club d'origine pendant le vol.
Il continue sur sa lancée avec le club athénien, remportant deux Coupes de Grèce et une Supercoupe de Grèce. Le 23 octobre 1997, il est grièvement blessé à la suite d'un contact avec Kazimierz Sidorczuk, le gardien du Sturm Graz, dans un match de Coupe des vainqueurs de Coupe. Malgré cela, ses bonnes performances avaient attiré l'attention du Sporting d'Anderlecht, un club du top belge, qui le transfère durant l'été 1998. Jamais vraiment rétabli de sa blessure, il ne joue aucun match avec le club bruxellois, et après deux ans, il retourne à l'AEK Athènes. Il joue quelques matches, remportant une troisième Coupe de Grèce, mais se blesse ensuite à nouveau. En 2005, il signe un contrat à l'Alki Larnaca, en deuxième division chypriote, où il reste une saison. Il joue encore une saison à l'Ajax Cape Town, en Afrique du Sud, avant de mettre un terme à sa carrière en 2007.

### Carrière internationale
Chrístos Kostís joue son premier match avec l'équipe de Grèce le 10 mars 1993. Il inscrit ses deux premiers buts lors d'un match amical contre l'Arabie Saoudite le 27 avril 1994. Il joue au total 15 matches sous le maillot grec, inscrivant 4 buts.

### Palmarès
- 3 fois vainqueur de la Coupes de Grèce en 1996, 1997 et 2002 avec l'AEK Athènes.
- Vainqueur de la Supercoupe de Grèce en 1996 avec l'AEK Athènes.